# Istoria Vaticanului
Istoria Vaticanului este istoria teritoriilor locuite de latini.

## Desfășurare
Când s-au format Statele Papale, Vaticanul era parte a Romei. Papa Leon al IV-lea a decis să construiască Zidul Leonin care să despartă Vaticanul de Roma, fiind denumit Orașul Leonin. În timpul erei Risorgimento, Statele Papale au fost anexate la Italia. Papa Pius al IX-lea rămâne doar cu Vaticanul, declarându-se Prizonier în Vatican. După semnarea Tratatului de la Lateran, din 1929, se formează Vaticanul.